# Казапезена
Казапезена (итал. Casapesenna) је насеље у Италији у округу Казерта, региону Кампанија.
Према процени из 2011. у насељу је живело 6295 становника. Насеље се налази на надморској висини од 30 м.

## Становништво
| 1951. | 1961. | 1971. | 1981. | 1991. | 2001. | 2011. |
| ----- | ----- | ----- | ----- | ----- | ----- | ----- |
| 3.643 | 4.590 | 5.014 | 5.954 | 6.786 | 6.629 | 6.651 |